# Trưng cầu ý dân về chính thể Ý năm 1946

Quốc huy Cộng hòa Ý

Ngày 2 tháng 6 năm 1946, một cuộc trưng cầu ý dân về chế độ chính trị của Ý được tổ chức. Kết quả trưng cầu ý dân cho thấy đa số cử tri ủng hộ thành lập một nền cộng cộng hoà, phế bỏ chế độ quân chủ; nước Cộng hoà Ý được thành lập.
Trong cuộc bầu cử quốc hội lập hiến được tổ chức song song cuộc trưng cầu ý dân, một trật tự chính trị mới hình thành: phái tả bao gồm Đảng Xã hội chủ nghĩa Ý và Đảng Cộng sản Ý được mười triệu phiếu; phái hữu bao gồm những thành phần tự do, bảo hoàng và dân túy được bốn triệu phiếu; phái ôn hòa do Đảng Dân chủ Cơ Đốc giáo lãnh đạo được tám triệu phiếu. Đêm ngày 12 tháng 6 năm 1946, Hội đồng Bộ trưởng bổ nhiệm Alcide De Gasperi thuộc Đảng Dân chủ Cơ Đốc giáo làm người đứng đầu chính phủ lâm thời mặc dù chưa có kết quả trưng cầu ý dân. Ngày 13 tháng 6 năm 1946, Umberto II, vua cuối cùng của Ý rời khỏi đất nước. Tuy bạo lực xảy ra ở một vài địa phương và không khí căng thẳng nhưng sự chuyển tiếp chính quyền diễn ra một cách hòa bình. 
Nhà nước cộng hòa non trẻ thành hình dưới sự lãnh đạo của Alcide De Gasperi. Palmiro Togliatti, tổng bí thư ban chấp hành trung ương Đảng Cộng sản Ý quyết định thực hiện đấu tranh chính trị trong khuôn khổ pháp lý của chế độ mới, tạo điều kiện xây dựng cho những thể chế chính trị. Ngày 28 tháng 6 năm 1946, Quốc hội lập hiến Ý bầu Enrico De Nicola làm quốc trưởng lâm thời. Sau 18 tháng soạn thảo, Quốc hội lập hiến ban hành Hiến pháp nước Cộng hòa Ý. Ngày 1 tháng 1 năm 1948, hiến pháp có hiệu lực, Enrico De Nicola trở thành tổng thống đầu tiên của nước Cộng hòa Ý.

## Bối cảnh

### Tư tưởng cộng hòa trên bán đảo Ý

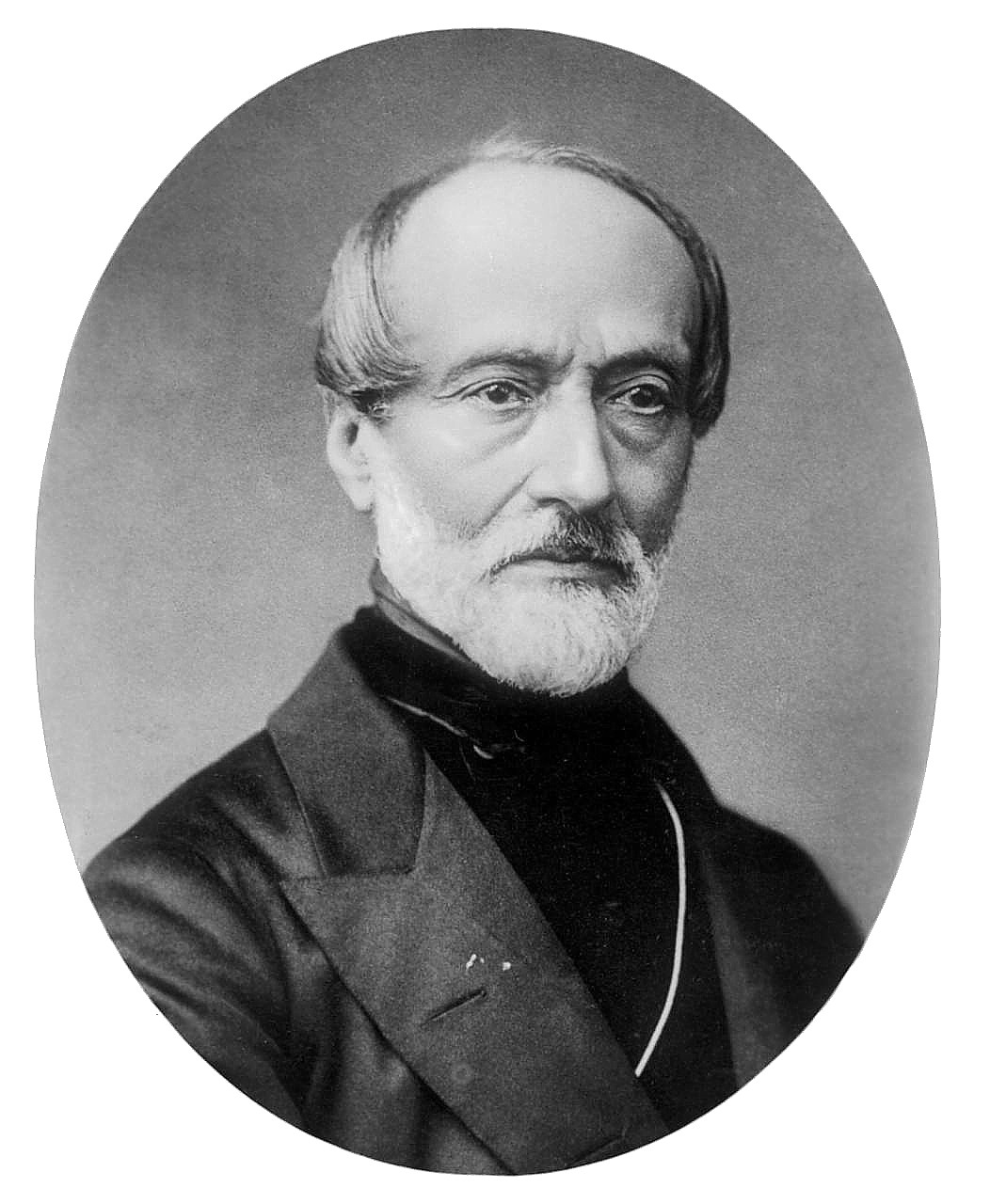
Giuseppe Mazzini

Nhiều chính quyền xưa và nay trên bán đảo Ý đã lấy tên là "cộng hòa" mà nổi tiếng nhất là Cộng hòa La Mã vào thời cổ đại. Từ Cicero đến Machiavelli, những nhà triết học người Ý chủ trương chủ nghĩa cộng hòa làm cơ sở của chính trị. Vào thế kỷ 20, Giuseppe Mazzini phục hưng phong trào cộng hòa ở Ý.
Tháng 7 năm 1831, Giuseppe Mazzini thành lập phong trào Giovine Italia ở Marseille nơi ông đang lưu vong, mục tiêu là thành lập một nhà nước cộng hòa dân chủ Ý trên nguyên tắc tự do, độc lập, thống nhất và phế bỏ những chế độ quân chủ trên bán đảo như Vương quốc Sardegna. Sự thành lập của Giovine Italia là bước ngoặt trong quá trình thống nhất nước Ý. Chương trình của Giovine Italia là tiền đề của những nhà dân tộc Ý về sau: Vincenzo Gioberti chủ trương thống nhất nước ý dưới sự lãnh đạo của giáo hoàng; Carlo Cattaneo, nhà triết học người Milano chủ trương thành lập một nhà nước cộng hòa liên bang Ý biệt lập với Công giáo.
Hoài bão chính trị của Mazzini và Cattaneo bất thành do hai người: Camillo Benso, Bá tước xứ Cavour, thủ tướng Vương quốc Sardegna và Giuseppe Garibaldi. Sau khi chinh phục gần như toàn bộ miền Nam bán đảo Ý trong cuộc Viễn chinh vạn người, Garibaldi hiến dâng lãnh thổ lên Vittorio Emanuele II, vua Sardegna trong một cuộc trưng cầu ý dân, đành lòng từ bỏ tâm nguyện cộng hòa để thống nhất nước Ý. Những thành phần cộng hòa chủ nghĩa kịch liệt chỉ trích ông là đã phản bội phong trào. Một nghị viện Ý được thành lập. Ngày 17 tháng 3 năm 1861, Vittorio Emanuele II trở thành vua Vương quốc Ý.
Từ năm 1861 đến năm 1946, Vương quốc Ý là một nước quân chủ lập hiến trên cơ sở Luật cơ bản Alberto, được đặt tên theo Carlo Alberto I, vua Sardegna. Chế độ quân chủ là thế tập. Nghị viện bao gồm thượng viện do quốc vương bổ nhiệm và hạ viện dân cử nhưng chỉ 2% dân số Ý có quyền bầu cử vào năm 1861. Phe cộng hòa (và vô chính phủ) tồn tại ngoài rìa, đôi khi biểu tình và nhanh chóng có những liệt sĩ như Pietro Barsanti, một quân nhân bị xử bắn vào ngày 27 tháng 8 năm 1870 vì không chịu trấn áp một cuộc nổi dậy cộng hòa.

### Luật cơ bản Alberto

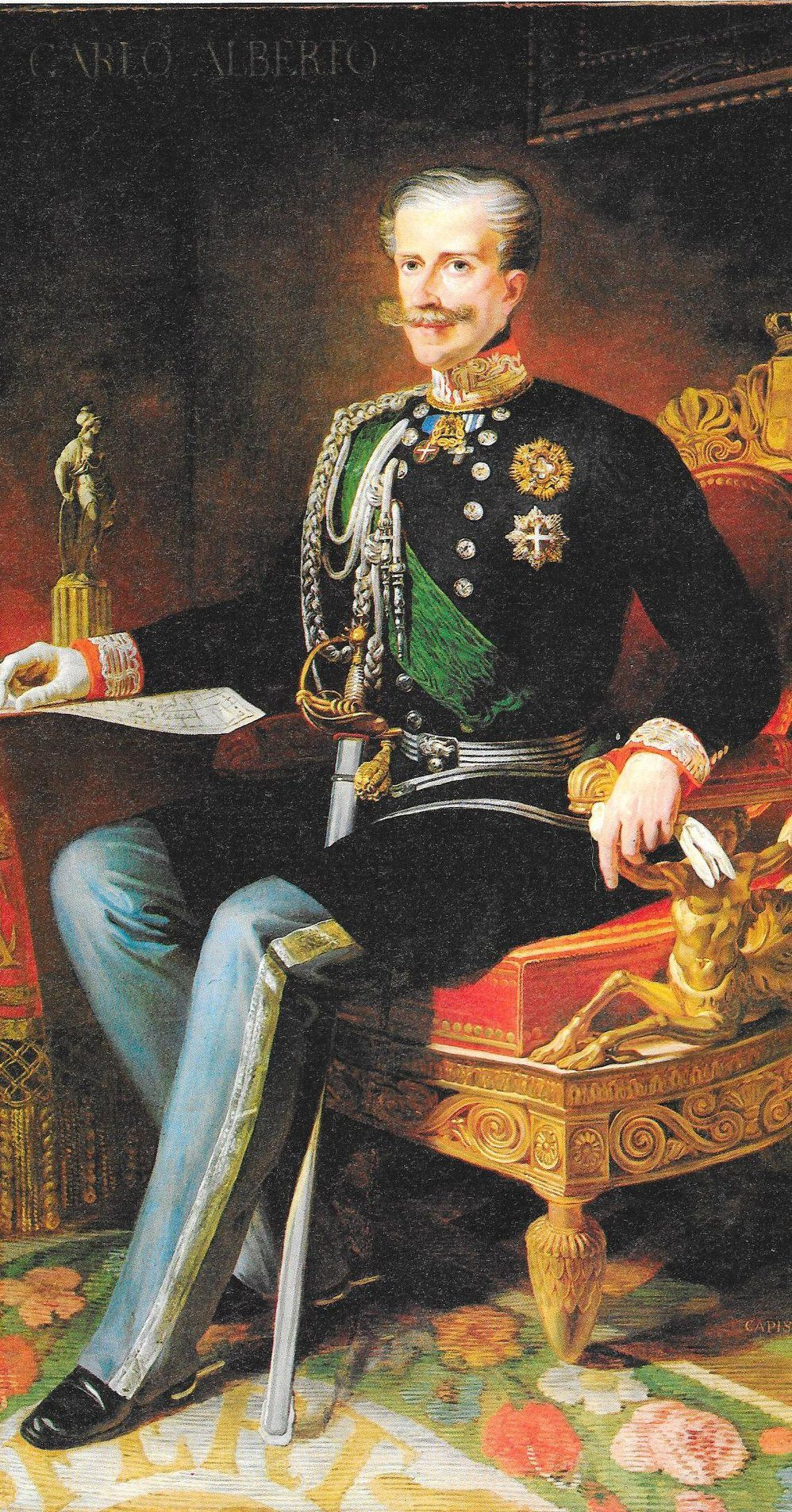
Carlo Alberto I

Ban đầu cán cân quyền lực giữa hạ viện và thượng viện nghiêng về thượng viện, cơ quan đại diện cho giai cấp quý tộc và giới công nghiệp nhưng dần dà hạ viện tăng cường quyền lực nhờ thế lực của giai cấp tư sản và địa chủ, trở thành cơ quan đại diện cho quyền lợi kinh tế và tư tưởng bảo thủ xã hội.
Năm 1853, phe cộng hòa thành lập Đảng Hành động dưới sự lãnh đạo của Mazzini để tham gia bầu cử nghị viện Ý. Tuy lưu vong, Mazzini trúng cử vào năm 1866 nhưng không chịu nhậm chức. Carlo Cattaneo trúng cử vào nghị viện vào năm 1860 và năm 1867 nhưng không chịu nhậm chức cả hai lần để tránh tuyên thệ trung thành với Nhà Savoia. Yêu cầu tuyên thệ trung thành với chế độ quân chủ là một trở ngại thường trực đối với phe cộng hòa. Năm 1873, Felice Cavallotti, một trong những chính khách cộng hòa tích cực nhất của Ý tuyên bố lập trường cộng hòa trước khi tuyên thệ nhậm chức. Năm 1882, chính quyền giảm điều kiện được bầu cử, tăng số cử tri lên hơn hai triệu người tức 7% dân số. Trong cùng năm, một đảng lao động được thành lập, về sau lấy tên là Đảng Xã hội chủ nghĩa Ý. Năm 1895, phe cộng hòa quá khích chấp nhận tham gia sinh hoạt chính trị, thành lập Đảng Cộng hòa Ý. Hai năm sau, phe cực tả trúng cử 81 nghị sĩ, số lượng cao nhất trong lịch sử nghị viện Ý, bao gồm ba thành phần dân chủ cấp tiến, xã hội chủ nghĩa và cộng hòa. Sau khi Felice Cavallotti qua đời vào năm 1898, phái tả cấp tiến từ bỏ mục tiêu thay đổi chế độ.
Trên chính trường Ý, Đảng Xã hội chủ nghĩa Ý chia thành hai phe: phe quá khích do Arturo Labriola và Enrico Ferri lãnh đạo, chủ trương đấu tranh chính trị bằng hình thức đình công; và phe cải cách, thân chính phủ do Filippo Turati lãnh đạo. Một phong trào dân tộc chủ nghĩa được thành lập dưới sự lãnh đạo của Enrico Corradini. Romolo Murri thành lập Liên minh Dân chủ Toàn quốc, một đảng công giáo, xã hội và dân chủ nhưng bị Giáo hoàng Piô X lên án vào năm 1909 tuy đã cho phép giáo dân tham gia sinh hoạt chính trị vào năm 1904, bản thân Romolo Murri bị vạ tuyệt thông. Ngày 3 tháng 6 năm 1912, chính quyền thông qua luật quy định phổ thông đầu phiếu đối với nam. Khi Chiến tranh thế giới thứ nhất bùng nổ, Ý được coi là một nước dân chủ tự do.

### Phong trào phát xít

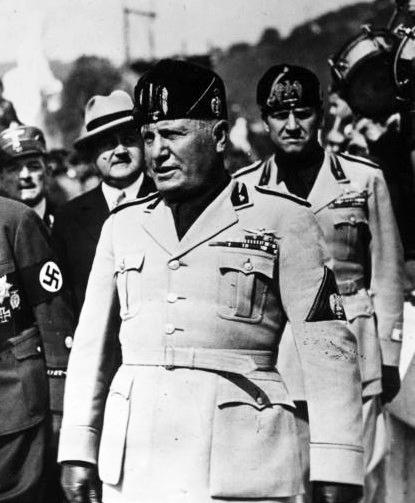
Benito Mussolini

Sau Chiến tranh thế giới thứ nhất, chính trường Ý có bốn phong trào chính: phe xã hội chủ nghĩa cải cách và Đảng Nhân dân Ý (tiền thân của tư tưởng dân chủ Cơ Đốc giáo) ủng hộ xây dựng một nền dân chủ trong khuôn khổ những thể chế hiện hành; phe xã hội chủ nghĩa quá khích (hưởng ứng thắng lợi Cách mạng Nga) và Đảng Cộng hòa Ý chủ trương thay đổi thể chế chính trị. Trong cuộc bầu cử Hạ viện năm 1919, phe xã hội chủ nghĩa quá khích và Đảng Cộng hòa Ý trúng cử 165 trong số 508 nghị sĩ. Năm 1921, phe xã hội chủ nghĩa quá khích, Đảng Cộng hòa Ý và Đảng Cộng sản Ý mới được thành lập trúng cử 145 trong số 535 nghị sĩ Hạ viện. Vào thời kỳ giữa hai thế chiến, ít hơn 30% số nghị sĩ dân cử ủng hộ thành lập một chế độ cộng hòa. Trước bối cảnh này, phong trào phát xít của Mussolini lợi dụng bức xúc dư luận về "chiến thắng không toàn thây" (sự bội ước của phe Đồng Minh đối với Ý), nỗi lo sợ bất ổn xã hội và nguy cơ tư tưởng cách mạng, cộng hòa, Marx để thuyết phục giai cấp tư sản tự do và một phần giai cấp quý tộc giao chính quyền cho phong trào phát xít làm thành trì bảo vệ.
Sau cuộc Hành quân Roma, Benito Mussolini được Vua Vittorio Emanuele III bổ nhiệm làm chủ tịch Hội đồng Bộ trưởng, mở đầu thời kỳ hai mươi năm độc tài. Hiến pháp bị vi phạm đến vô hiệu. Nghị viện nô lệ vào chính quyền. Phe đối lập không đoàn kết, thành phần Công giáo dân chủ lại chần chừ. Ngày 27 tháng 6 năm 1924, 127 nghị sĩ đối lập từ chức, lui về Aventino nhằm phản đối chính quyền phát xít nhưng vô tình để cho phe phát xít nắm toàn quyền.
Vittorio Emanuele III không chỉ bổ nhiệm Mussolini làm thủ tướng vào năm 1922 và để ông chi phối nghị viện mà còn không nhận ra hệ lụy của vụ ám sát Giacomo Matteotti vào năm 1924, một nghị sĩ thuộc phe xã hội chủ nghĩa. Ông lên ngôi hoàng đế vào năm 1936 sau Chiến tranh Ý - Ethiopia thứ hai và đồng ý tham chiến cùng Đức Quốc Xã vào ngày 10 tháng 6 năm 1940.

### Những đảng chống phát xít trong và ngoài nước

Cờ của một tổ chức chống phát xít

Chính quyền phát xít giải tán tất cả các đảng trong nước, ngoại trừ Đảng Phát xít Quốc gia. Một vài đảng tái lập ở nước ngoài, chủ yếu ở Pháp. Ngày 29 tháng 3 năm 1927, một liên minh chống phát xít được thành lập ở Paris, bao gồm Đảng Cộng hòa Ý, Đảng Xã hội chủ nghĩa Ý, Đảng Xã hội chủ nghĩa Thống nhất (của phe xã hội chủ nghĩa cải cách), Liên minh Nhân quyền Ý và đại diện nước ngoài của Tổng Liên đoàn Lao động Ý. Đảng Cộng sản Ý, Đảng Nhân dân Ý và những đảng tự do khác không tham gia liên minh. Liên minh này tan rã vào ngày 5 tháng 5 năm 1934. Tháng 8 năm 1934, Đảng Xã hội chủ nghĩa Ý và Đảng Cộng sản Ý liên minh với nhau.
Tại Ý, những tổ chức chống phát xít ngầm được thành lập, ví dụ như ở Milano và Firenze. Những tổ chức này tái lập Đảng Hành động. Từ cuối năm 1942 đến đầu năm 1943, Alcide De Gasperi đề ra tư tưởng về sau trở thành nền tảng của Đảng Dân chủ Cơ Đốc giáo. Ông tập hợp những thành viên cũ của Đảng Nhân dân Ý và thanh niên công giáo.

### Khủng hoảng thể chế (1943-1944)
Ngày 10 tháng 7 năm 1943, quân Đồng Minh đổ bộ lên đảo Sicilia trong Chiến dịch Husky. Ngày 25 tháng 7 năm 1943, Vittorio Emanuele III miễn nhiệm Mussolini và ra lệnh bắt ông. Nguyên soái Pietro Badoglio được bổ nhiệm làm thủ tướng mới và liên lạc với quân Đồng Minh để đàm phán một thỏa thuận ngừng bắn. Ngày 8 tháng 9 năm 1943, Ý ký Hiệp định ngừng bắn Cassibile với Anh và Hoa Kỳ. Quân Đức chiếm đóng miền Bắc của Ý và giải giáp tàn quân Ý, giải cứu Mussolini và thành lập nhà nước Cộng hòa Xã hội Ý bù nhìn dưới sự lãnh đạo trên danh nghĩa của Mussolini nhưng thực chất là phụ thuộc hoàn toàn vào Đức. Chính quyền của Vittorio Emanuele III và Badoglio tháo chạy khỏi Roma và lui về Brindisi ở miền Nam do quân Đồng Minh kiểm soát. Chiến tranh tiếp diễn song song một cuộc nội chiến Nam – Bắc trên bán đảo Ý. Những đảng tiền chiến từng bị chính quyền phát xít giải tán được tái lập và những đảng mới được thành lập.

Cờ của Ủy ban Giải phóng Dân tộc (1943–1945).

Ở miền Bắc, Ủy ban Giải phóng Dân tộc được thành lập tại Roma vào ngày 9 tháng 9 năm 1943, bao gồm đại diện của những đảng phái chống phát xít và sự chiếm đóng của Đức như Đảng Cộng sản Ý, Đảng Hành động, Đảng Dân chủ Cơ Đốc giáo, Đảng Xã hội chủ nghĩa Ý, thành phần tự do tư sản và thành phần dân chủ tiến bộ. Ủy ban Giải phóng Dân tộc chủ trương kháng chiến thắng lợi trước, giải quyết vấn đề chính thể sau nhưng ra điều kiện Vittorio Emanuele III phải thoái vị, nhường ngôi cho con trai thì mới thành lập một chính phủ chống phát xít. Tuy nhiên, Anh và Hoa Kỳ lo ngại về ảnh hưởng của thành phần cộng sản trong Ủy ban Giải phóng Dân tộc nên tổ chức đưa những thành phần dân chủ và cộng hòa ra miền Bắc làm đối trọng, ví dụ như Leo Valiani.

### Đình chiến về thể chế

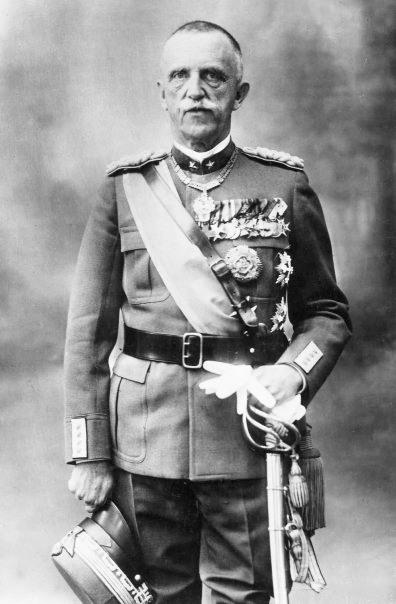
Vittorio Emanuele III

Ngày 31 tháng 3 năm 1944, Palmiro Togliatti, tổng bí thư Đảng Cộng sản Ý kêu gọi thành lập một chính phủ liên hiệp quốc gia và bỏ điều kiện Vittorio Emanuele III phải thoái vị, mở đường cho phe bảo hoàng tham gia chính phủ. Sở dĩ Togliatti thay đổi lập trường là vì Stalin đã yêu cầu Togliatti vào tháng 3 mở thêm mặt trận ở phía Tây để giải tỏa cho Hồng quân ở phía Đông. Ủy ban Giải phóng Dân tộc đồng ý hợp tác với Enrico De Nicola, cựu chủ tịch Hạ viện cho đến năm 1924, Benedetto Croce thuộc Đảng Tự do và đoàn tùy tùng của nhà vua. Theo thỏa thuận, ngày 4 tháng 6 năm 1944, sau khi Roma được giải phóng, Vittorio Emanuele III phong con trai Umberto làm phó vương và cho các đảng phái tham gia chính quyền. Chiến tranh tiếp diễn nhưng phòng tuyến Gothic được giữ vững cho đến tháng 4 năm 1945.
Từ tháng 6 năm 1944 đến ngày 1 tháng 12 năm 1946 có ba chính phủ lâm thời. Chính phủ đầu tiên do Ivanoe Bonomi thuộc Đảng Xã hội chủ nghĩa Ý lãnh đạo, có sự tham gia của Carlo Sforza, Benedetto Croce và Palmiro Togliatti. Tuy đã gác lại nhưng vấn đề chính thể là một trong những vấn đề nổi bật nhất của Ý. Hầu hết Ủy ban Giải phóng Dân tộc công khai ủng hộ thành lập một nền cộng hòa và quy trách nhiệm để phát xít nắm chính quyền cho chế độ quân chủ, nhất là Vittorio Emanuele III. Những đảng phái kháng chiến thỏa thuận chấm dứt chiến tranh và tổ chức trưng cầu ý dân, bầu cử quốc hội lập hiến càng sớm càng tốt. Ngày 31 tháng 1 năm 1945, Hội đồng Bộ trưởng ra nghị định trao quyền bỏ phiếu cho phụ nữ.
Sau chính quyền Bonomi (II và III) là chính quyền Parri từ tháng 6 năm 1945 rồi chính quyền De Gasperi từ tháng 12 năm 1945. Vấn đề chính thể quân chủ hay cộng hòa chi phối chính trường Ý. Đa số Đảng Dân chủ Cơ Đốc giáo, nhất là thành phần thanh niên, ngày càng lạnh nhạt với chế độ quân chủ. Trong những cuộc họp tại cơ sở có những kiến nghị yêu cầu đảng tuyên bố ủng hộ một chính thể dân chủ cộng hòa.

## Tổ chức và kết quả trưng cầu ý dân

### Tổ chức
Ngày 16 tháng 3 năm 1946, Hoàng tử Umberto ra sắc lệnh quy định tổ chức một cuộc trưng cầu ý dân về chính thể song song một cuộc bầu cử quốc hội lập hiến. Ngày bầu cử được ấn định là ngày 2 tháng 6 năm 1946. Đảng Xã hội chủ nghĩa Ý và Đảng Cộng sản Ý yêu cầu tăng cường quyền hạn của Quốc hội lập hiến nhưng De Gasperi từ chối. Bỏ phiếu là bắt buộc, ai mà không đi bỏ phiếu thì sẽ bị công khai danh tính. Tòa phá án giải quyết các khiếu nại về bầu cử và phiếu bầu. Phải kiểm phiếu bầu cử Quốc hội lập hiến trước khi kiểm phiếu trưng cầu ý dân. Trường hợp cử tri ủng hộ chế độ quân chủ thì Quốc hội lập hiến bầu quốc vương mới.

### Vua Vittorio Emanuele III thoái vị

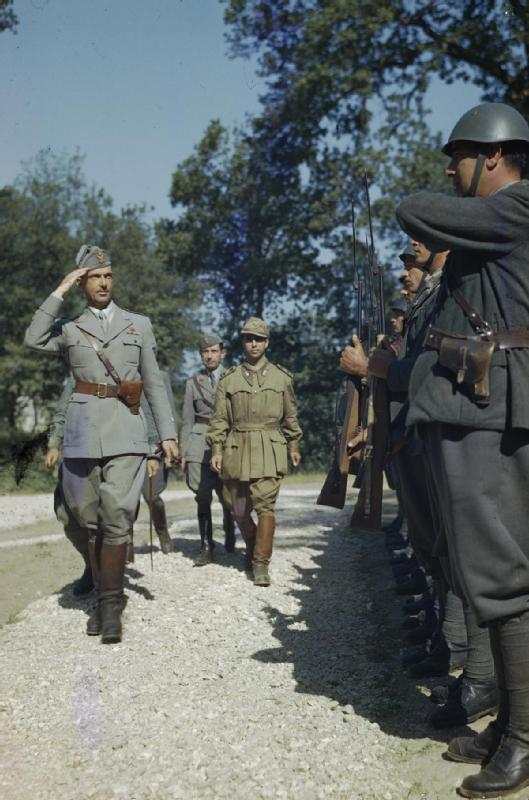
Hoàng tử Umberto vào tháng 5 năm 1944, hai năm trước khi lên ngôi

Từ tháng 3 đến tháng 4 năm 1946, bầu cử  được tổ chức ở một nửa số địa phương của Ý nhằm chứng minh cho khối Đồng Minh rằng có thể tổ chức bầu cử trên cả nước chỉ một vài tháng sau một cuộc nội chiến. Đảng Dân chủ Cơ Đốc giáo do De Gasperi lãnh đạo chiếm ưu thế, được nhiều phiếu bầu hơn cả Đảng Xã hội chủ nghĩa Ý và Đảng Cộng sản Ý cộng lại. Phe bảo hoàng thất cử đậm, không mấy lạc quan về cuộc trưng cầu ý dân sắp tới.
Một tháng trước cuộc trưng cầu ý dân, Vittorio Emanuele III thoái vị nhường ngôi cho con trai Umberto. Chiếu thoái vị đề ngày 9 tháng 5 năm 1946. Sở dĩ ông nhường ngôi cho Umberto là để bảo toàn chế độ quân chủ vì Umberto ít dính líu tới việc Mussolini lên nắm chính quyền và không trực tiếp hợp tác với phát xít. Tuy nhiên, cũng có thể là Vittorio Emanuele III bị khối Đồng Minh ép nhường ngôi cho Umberto. Ông lập tức rời khỏi Ý và sống lưu vong suốt đời ở Alexandria, Ai Cập. Umberto lấy niên hiệu Umberto II và cam kết tôn trọng kết quả trưng cầu ý dân. Đại diện những đảng phái theo cộng hòa phản đối rằng việc truyền ngôi vi phạm một pháp lệnh ngày 16 tháng 3 năm 1946 quy định giữ nguyên các thể chế chính trị cho đến khi công bố kết quả trưng cầu ý dân. Phe bảo hoàng hy vọng Umberto II có thể cứu chế độ quân chủ. Trong tháng 3, Umberto II đi thị sát khắp nước để tranh thủ dư luận cho chế độ. Đối với thành phần phát xít, ông để ngỏ khả năng đại xá. Phe bảo hoàng từ từ đuổi kịp phe cộng hòa, làm tăng căng thẳng vào cuối thời kỳ vận động tranh cử. Hai bên xô xát nhau một vài lần trong không khí lo âu.

### Kiểm phiếu

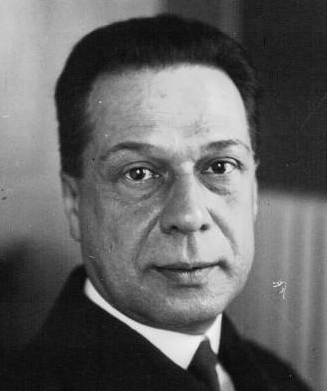
Massimo Pilotti, công tố viên Tòa phá án

Bỏ phiếu trưng cầu ý dân được tiến hành vào ngày 2 và sáng ngày 3 tháng 6 năm 1946. Phiếu bầu trên cả nước và biên bản của 31 khu vực được chuyển lên Roma. Ngày 10 tháng 6, kết quả sơ bộ được công bố. Tổng cộng có 21.000 đơn khiếu nại về cuộc trưng cầu ý dân mà phần lớn nhanh chóng bị bác. Tuy nhiên, khoảng thời gian giữa kết quả sơ bộ và kết quả toàn bộ làm tăng căng thẳng trong nước. Ở Napoli, Puglia, Calabria và Sicilia, phe bảo hoàng biểu tình mạnh mẽ. Ngày 7 tháng 6, những thành phần bảo hoàng tại Napoli xuống đường biểu tình hô khẩu hiệu "Vương quốc Hai Sicilie vạn tuế!". Một sinh viên bị giết trong cuộc biểu tình, trở thành liệt sỹ cho phe bảo hoàng.
Một trong những đơn khiếu nại đặc biệt khó xử là về cách xác lập đa số trong cuộc trưng cầu ý dân. Phe bảo hoàng lập luận rằng luật bầu cử quy định đa số là "đa số cử tri" chứ không phải là đa số phiếu bầu nhưng phe cộng hòa lo sợ sẽ không đạt được đa số nếu tính theo phương pháp này. Massimo Pilotti, công tố viên Tòa phá án quyết định thụ lý đơn khiếu nại bởi cho rằng quy định, tinh thần của điều luật và án lệ của Tòa phá án đều xác định phải đếm phiếu trắng, phiếu không hợp lệ. Tuy nhiên, Tòa phá án bác đơn khiếu nại với 12 thẩm phán biểu quyết thuận, 7 thẩm phán biểu quyết chống. Tòa phá án đưa ra ba lập luận: thứ nhất Tòa phá án xác định phiếu bầu về mặt pháp lý là biểu hiện của ý chí cử tri nên phiếu trắng hay phiếu không hợp lệ là sự không biểu hiện ý chí cử tri; thứ hai Tòa phá án dẫn một quy định khác xác định rằng chỉ được giữ những phiếu hợp lệ; thứ ba Tòa phá án chỉ ra rằng không có quy định về đa số tuyệt đối đối với cuộc trưng cầu ý dân.
Kết quả trưng cầu ý dân được công bố vào ngày 18 tháng 6 năm 1946. Số cử tri đi bỏ phiếu là 24.947.187 người, chiếm 89% tổng số cử tri. 12.718.641 người bỏ phiếu ủng hộ chính thể cộng hòa, chiếm 54.3% số phiếu hợp lệ, 10.718.502 người bỏ phiếu ủng hộ chính thể quân chủ, chiếm 45.7%. 1.498.136 lá phiếu không hợp lệ. Kết quả chia nước Ý thành hai miền: miền Bắc theo cộng hòa với 66.2% số phiếu ủng hộ chính thể cộng hòa, miền Nam theo quân chủ với 63.8% số phiếu ủng hộ chính thể quân chủ.
Tuy nhiên, một vài cử tri không được đi bỏ phiếu do ở ngoài nước Ý trong trại giam hay trại tập trung khi chính quyền chốt danh sách cử tri vào tháng 4 năm 1945. Cử tri ở các tỉnh Bolzano, Gorizia, Trieste, Pula, Fiume và Zadar không được đi bỏ phiếu do những lãnh thổ này nằm ngoài kiểm soát của Ý hoặc là đối tượng tranh chấp quốc tế.

### Kết quả trưng cầu ý dân

Kết quả trưng cầu ý dân theo khu vực bỏ phiếu

Kết quả theo khu vực:
| Khu vực          | Cộng hòa   | Quân chủ   |
| ---------------- | ---------- | ---------- |
| Thung lũng Aosta | 28.516     | 16.411     |
| Torino           | 803.191    | 537.693    |
| Cuneo            | 412.666    | 381.977    |
| Genova           | 633.821    | 284.116    |
| Milano           | 1.152.832  | 542.141    |
| Como             | 422.557    | 241.924    |
| Brescia          | 404.719    | 346.995    |
| Mantova          | 304.472    | 148.688    |
| Trento           | 192.123    | 33.903     |
| Verona           | 648.137    | 504.405    |
| Venezia          | 403.424    | 252.346    |
| Udine            | 339.858    | 199.019    |
| Bologna          | 880.463    | 213.861    |
| Parma            | 646.214    | 241.663    |
| Firenze          | 487.039    | 193.414    |
| Pisa             | 456.005    | 194.299    |
| Siena            | 338.039    | 119.779    |
| Ancona           | 499.566    | 212.925    |
| Perugia          | 336.641    | 168.103    |
| Roma             | 711.260    | 740.546    |
| L'Aquila         | 286.291    | 325.701    |
| Benevento        | 103.900    | 241.768    |
| Napoli           | 241.973    | 903.651    |
| Salerno          | 153.978    | 414.521    |
| Bari             | 320.405    | 511.596    |
| Lecce            | 147.376    | 449.253    |
| Potenza          | 108.289    | 158.345    |
| Catanzaro        | 338.959    | 514.344    |
| Catania          | 329.874    | 708.874    |
| Palermo          | 379.831    | 594.686    |
| Cagliari         | 206.192    | 321.555    |
| Tổng cộng        | 12.718.641 | 10.718.502 |

### Những vùng không được bỏ phiếu
Chỉ bầu được 556 trong số 573 đại biểu do một số khu vực không thể bỏ phiếu.
| Khu vực                  | Dân số    |
| ------------------------ | --------- |
| Zadar                    | 25.000    |
| Venezia Giulia - Trieste | 1.300.000 |
| Bolzano                  | 300.000   |

### Kết quả bầu cử Quốc hội lập hiến
Tỷ lệ phiếu bầu như sau:
| Đảng                      | Tỷ lệ phiếu bầu | Số đại biểu |
| ------------------------- | --------------- | ----------- |
| Đảng Dân chủ Cơ Đốc giáo  | 37,2 %          | 207         |
| Đảng Xã hội chủ nghĩa Ý   | 20,7 %          | 115         |
| Đảng Cộng sản Ý           | 18,7 %          | 104         |
| Liên minh Dân chủ Dân tộc | 7,4 %           | 41          |
| Mặt trận Bình dân         | 5,4 %           | 30          |
| Đảng Cộng hòa Ý           | 4,1 %           | 23          |
| Liên minh Tự do Quốc gia  | 2,9 %           | 16          |
| Đảng Hành động            | 1,3 %           | 7           |
| Khác                      | 2,3 %           | 13          |

### Phân tích kết quả
Kết quả trưng cầu ý dân chia nước Ý thành hai miền Nam Bắc, miền Nam theo quân chủ, miền Bắc theo cộng hòa. Thủ đô Roma ủng hộ chế độ quân chủ với một đa số nhỏ. Ở Bologna và Trento tại miền Bắc. hơn 80% phiếu bầu theo cộng hòa. Ở Napoli tại miền Nam, 80% phiếu bầu theo quân chủ. Tỷ lệ phiếu bầu ở những khu vực khác chia đều giữa hai bên hoặc hai phần ba một bên, một phần ba một bên.

## Hậu quả

### Công bố kết quả sơ bộ và đụng độ ở Napoli
18 giờ ngày 10 tháng 6, Tòa phá án công bố kết quả sơ bộ ở Cung Montecitorio tại Roma và quyết định lùi ngày công bố kết quả toàn bộ về ngày 18 tháng 6 để giải quyết xong các đơn khiếu nại. Phe cộng hòa biểu tình rầm rộ ở nhiều thành phố. Ngày 11 tháng 6, một tờ báo tại Milano giật tít "Nước Cộng hòa Ý được thành lập". Một tờ nhật báo tại Torino đưa tin "chính quyền đã xác nhận chiến thắng của phe cộng hòa" và đặt câu hỏi "vấn đề là nhà nước cộng hòa đã được tuyên bố thành lập chưa".
Một thảm kịch xảy ra ở Napoli vào ngày 11 tháng 6, một thành phố ủng hộ chế độ quân chủ. Một đoàn người biểu tình ủng hộ chế độ quân chủ diễu hành về phía trụ sở chính quyền địa phương rồi chuyển hướng sang trụ sở Đảng Cộng sản Ý. Mặt tiền trụ sở có treo cờ đỏ và quốc kỳ Ý nhưng huy hiệu hoàng gia đã bị cắt mất. Mặc dù có xe bọc thép canh nhưng đám đông cố xông vào trụ sở. Báo cáo của chính quyền cho rằng phe biểu tình nổ súng trước, hai bên hỗn chiến bằng súng máy. Tổng cộng chín người biểu tình bị chết, nhiều người khác bị thương.

### Cựu hoàng rời khỏi Ý

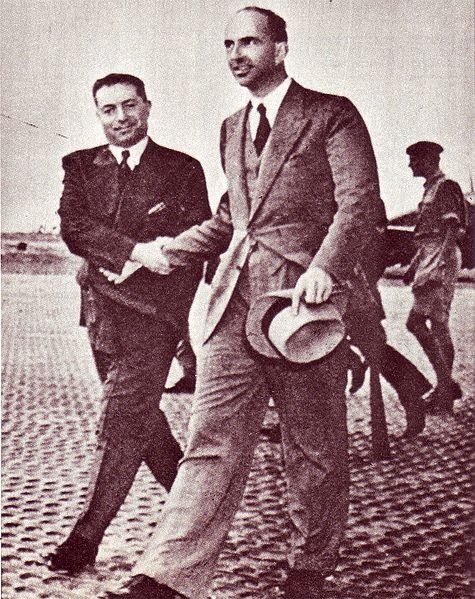
Umberto II ở Ciampino chuẩn bị rời khỏi Ý vào ngày 13 tháng 6 năm 1946.

Đêm ngày 12 tháng 6, chủ tịch Hội đồng Bộ trưởng De Gasperi triệu tập phiên họp chính phủ. De Gasperi nói ông nhận được thư từ Umberto II cam kết tôn trọng kết quả trưng cầu ý dân nhưng sẽ đợi Tòa phá án công bố kết quả toàn bộ. Chính phủ họp xuyên đêm về thư từ, biểu tình của phe bảo hoàng như vụ biểu tình tại Napoli và những cuộc biểu tình sắp tới. Hôm sau, Hội đồng Bộ trưởng quyết định ủy quyền hạn quốc trưởng lâm thời cho De Gasperi mà không cần phải đợi Tòa phá án công bố kết quả toàn bộ. Tất cả thành viên Hội đồng Bộ trưởng đều biểu quyết tán thành, ngoại trừ Leone Cattani. Tuy một số tùy tùng khuyên ông phản đối quyết định nhưng Umberto II quyết định rời khỏi Ý vào hôm sau, tạo điều kiện chuyển giao chính quyền một cách hòa bình, nhưng không quên lên án "động thái cách mạng" của De Gasperi.

### Công bố kết quả toàn bộ
18 giờ ngày 18 tháng 6, Tòa phá án công bố kết quả toàn bộ trưng cầu ý dân. Năm 1960, Giuseppe Pagano, chánh án Tòa phá án thừa nhận việc kiểm phiếu, bàn giao biên bản trưng cầu ý dân quá chậm nên Tòa phá án không thể kiểm tra đầy đủ.

### Cục diện chính trị thay đổi
Trong cuộc bầu cử Quốc hội lập hiến, Đảng Dân chủ Cơ Đốc giáo được 37,2% phiếu bầu, Đảng Xã hội chủ nghĩa Ý được 20,7%, Đảng Cộng sản Ý được 18,7%. Ba nhân vật chính chi phối chính trường: Alcide De Gasperi thuộc Đảng Dân chủ Cơ Đốc giáo; Palmiro Togliatti, tổng bí thư Đảng Cộng sản Ý; và Pietro Nenni thuộc Đảng Xã hội chủ nghĩa Ý đóng vai trò trung gian dao động giữa hai bên. Đảng Dân chủ Cơ Đốc giáo chủ trương ôn hòa giữa hai khối hữu và tả trên chính trường trong thời kỳ chuyển tiếp chính quyền và chế độ mới nhằm duy trì quyền lực.
Những đảng bảo hoàng như Liên minh Dân chủ Dân tộc, Liên minh Tự do Quốc gia và Mặt trận Bình dân thất cử lớn và giải tán, thành phần bảo hoàng tập hợp quanh những đảng khác như Đảng Tự do Ý do Benedetto Croce lãnh đạo. Tuy nhiên, Đảng Hành động cũng tan rã, là đảng kế thừa tư tưởng cộng hòa, cải cách, thế tục của Giuseppe Mazzini.

### Nhà nước cộng hòa non trẻ

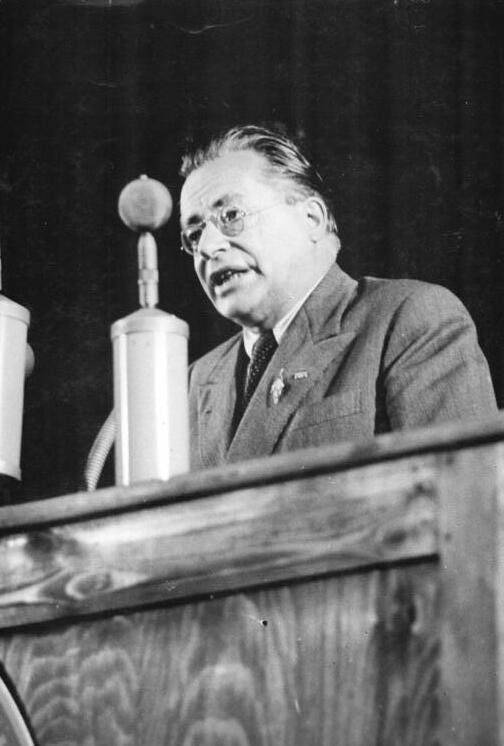
Palmiro Togliatti

Ngày 28 tháng 6 năm 1945, Quốc hội lập hiến bầu Enrico De Nicola làm quốc trưởng lâm thời trong phiên họp đầu tiên với 396 trong số 501 đại biểu biểu quyết tán thành. Ngoài phẩm chất ra thì De Nicola xuất thân từ Napoli và có tư tưởng bảo hoàng lâu năm, mục đích là bảy tỏ thiện chí hòa giải, đoàn kết với dân miền Nam. De Nicola chưa phải là tổng thống do chưa có hiến pháp. De Gasperi trình đơn từ chức chính phủ lên De Nicola và yêu cầu ông thành lập chính phủ đầu tiên của nước Cộng hòa Ý.
Tháng 2 năm 1947, Ý kí kết Hòa ước Paris với khối Đồng Minh, một khoảnh khắc cay đắng đối với lực lượng chống phát xít buộc phải gánh chịu hậu quả của liên minh giữa Ý và Đức Quốc Xã. Nhà triết học, nhà chính trị Benedetto Croce viết "nhân dân Ý chúng ta bại trận và đánh mất tất cả, kể cả những người tận lực phản đối chiến tranh, kể cả những người bị chính quyền đàn áp, kể cả những người bị bức tử". Hòa ước Paris quy định chuyển tiếp về những lãnh thổ đông bắc như Trieste, Gorizia, Pula, Fiume và Zadar. Khu vực phía bắc của Trieste trở thành lãnh thổ của Nam Tư mặc dù dân số phần lớn là người Ý, khiến cho 250.000 người phải di cư thoát khỏi xung đột sắc tộc. Tháng 6 năm 1947, ban chấp hành Đảng Dân chủ Cơ Đốc giáo cho phép Alcide De Gasperi thành lập nội các mới không bao gồm những thành phần thuộc Đảng Cộng sản Ý và Đảng Xã hội chủ nghĩa Ý, đánh dấu kết thúc liên minh giữa lực lượng chống phát xít và lực lượng chống quân chủ trước bối cảnh Chiến tranh Lạnh bắt đầu nóng lên.
Mario Scelba, tân bộ trưởng nội vụ bắt đầu siết chặt kiểm soát đối với toàn bộ lãnh thổ nước Ý. Ông thay thế những tỉnh trưởng do Ủy ban Giải phóng Dân tộc bổ nhiệm. Ngày 28 tháng 11 năm 1947, phe cộng sản nổi dậy cướp chính quyền địa phương ở Milano. Dưới sự lãnh đạo của những cựu chỉ huy lữ đoàn, lực lượng cộng sản chiếm đóng trụ sở chính quyền, cướp súng đạn và dựng rào chắn trên khắp địa phương. Tổng liên đoàn lao động Ý tổ chức tổng đình công. Bí thư đảng bộ địa phương điện Scelba khiêu khích: "bây giờ mất một tỉnh rồi đó" rồi điện Palmiro Togliatti, tổng bí thư Đảng Cộng sản Ý khoe chiến công: "chúng ta chiếm được tỉnh Milano rồi". Togliatti lập tức dội gáo nước lạnh: "vậy ông tính làm gì?" Trong những tháng ngày đầu tiên của nhà nước cộng hòa, Togliatti quyết định không phát động cách mạng để cướp chính quyền mà giữ vững chủ trương giành chính quyền một cách hợp pháp trong khuôn khổ các thể chế chính trị.
Ngày 1 tháng 1 năm 1948, Hiến pháp nước Cộng hòa Ý có hiệu lực. Điều 1 quy định "Ý là một nước cộng hòa dân chủ được xây dựng trên nền tảng lao động". Điều khoản chuyển tiếp quy định "cấm nhập cảnh, cư trú trên lãnh thổ quốc gia đối với các cựu hoàng nhà Savoia, vợ của cựu hoàng và các hậu duệ nam". Enrico De Nicola trở thành tổng thống nước Cộng hòa Ý.